# Cantón de Soultz-sous-Forêts
El cantón de Soultz-sous-Forêts era una división administrativa francesa, que estaba situada en el departamento de Bajo Rin y la región de Alsacia.

## Composición
El cantón estaba formado por diecinueve comunas:
- Aschbach
- Betschdorf
- Drachenbronn-Birlenbach
- Hatten
- Hoffen
- Hunspach
- Ingolsheim
- Keffenach
- Kutzenhausen
- Lobsann
- Memmelshoffen
- Merkwiller-Pechelbronn
- Oberrœdern
- Retschwiller
- Rittershoffen
- Schœnenbourg
- Soultz-sous-Forêts
- Stundwiller
- Surbourg

## Supresión del cantón de Soultz-sous-Forêts
En aplicación del Decreto nº 2014-185 de 18 de febrero de 2014, el cantón de Soultz-sous-Forêts fue suprimido el 22 de marzo de 2015 y sus 19 comunas pasaron a formar parte; dieciséis del nuevo cantón de Wissembourg y tres del nuevo cantón de Reichshoffen.